# Shinji Mikami
Shinji Mikami (三上真司 Mikami Shinji, 11 de agosto de 1965) é um designer de jogos de nacionalidade japonesa e criador da mundialmente famosa série de jogos Resident Evil.

## Capcom
Shinji Mikami entrou para a Capcom em 1990, após se formar na Universidade Doshisha, localizada em Quioto, Japão. Neste estabelecimento, formou-se também Gunpei Yokoi, criador do console portátil Game Boy. O primeiro trabalho de Mikami na Capcom foi desenvolver um quiz game para Game Boy, chamado Capcom Quiz: Hatena no Daibôken, que levou três meses para ser concluído. Trabalhou também em jogos baseados nos personagens da Walt Disney, como o jogo do filme Who Framed Roger Rabbit? ("Uma cilada para Roger Rabbit"), em 1991, para o Game Boy; Aladdin, em 1993, para o Snes; e Goof Troop, em 1994, para o Snes. Chegou ainda a trabalhar em um jogo de Fórmula 1, que foi cancelado sem receber um nome, logo após oito meses de desenvolvimento.

## Resident Evil
Após o lançamento de Goof Troop, Shinji Mikami começou a trabalhar em um jogo de sobrevivência e horror para o Playstation, que se passaria em uma mansão mal assombrada, baseado em um antigo jogo da Capcom, chamado Sweet Home, produzido por Tokuro Fujiwara, que baseou o jogo no filme de terror japonês de mesmo nome, dirigido por Kiyoshi Kurossawa em 1989. O jogo só chegou a ser lançado no Japão para o Famicon.
O jogo foi lançado em 22 de março de 1996 no Japão como Biohazard; e em 30 de março de 1996 nos Estados Unidos como Resident Evil, mesclando ação, terror e sobrevivência.

## Produtor
Logo após o grande sucesso de Resident Evil em 1996, Shinji Mikami foi promovido a produtor e ficou mais envolvido com os negócios da Capcom. Também chegou a supervisionar as sequências posteriores de Resident Evil, como Resident Evil 2, Resident Evil 3: Nemesis e Resident Evil – Code: Veronica, dirigindo também outro jogo de terror, chamado Dino Crisis, lançado para Playstation em 1999.
Um pouco depois do lançamento de Resident Evil 3: Nemesis no japão em 1999, a Capcom montou um estúdio chamado Capcom Production Studio 4. A equipe era formada por alguns dos principais desenvolvedores da Capcom, entre eles Shinji Mikami, que era o cordenador geral e trabalhou como produtor executivo em vários jogos da Capcom, incluindo Devil May Cry de 2001. Nesse mesmo ano, fechou um acordo de exclusividade com a Nintendo, no qual seriam lançados os principais jogos da série Resident Evil somente para o Nintendo Game Cube. O acordo incluía o remake com gráficos do Resident Evil de 1996; e um jogo chamado Resident Evil Zero, além das conversões dos jogos Resident Evil 2, Resident Evil 3: Nemesis, Resident Evil – Code: Veronica do Dreamcast, e o Resident Evil 4, que deveria ser exclusivo para o Game Cube. Os remakes de Resident Evil 1 e Resident Evil Zero, lançados em 2002, foram considerados muito bons pela crítica internacional. Porém, as vendas ficaram muito abaixo do esperado pela produtora; e foram considerados fracassos comerciais. Pouco tempo depois, Mikami anunciou mais quatro jogos exclusivos para o Game Cube: P. N.03, Viewtful Joe, Killer7 e Dead Phoenix. O primeiro dos cinco jogos anunciados por Mikami a ser lançado foi P.N.03, um fracasso comercial que não foi bem recebido pela crítica especializada. Como resultado, Mikami deixou o posto de coordenador geral do estúdio e foi trabalhar na direção de Resident Evil 4. Em 2005, foi lançado o Resident Evil 4 para o Game Cube, sendo um dos mais vendidos do console, com 1,2 milhões de cópias vendidas no mundo, recebendo críticas positivas e ganhando vários prêmios de melhor jogo do ano. Este jogo também foi lançado para o Playstation 2 no final de 2005.

## Clover Studio
Em 21 de abril de 2004, a Capcom anunciou a criação de um novo estúdio, chamado Clover Studio; e Shinji Mikami estava entre as pessoas que seriam transferidas para trabalhar nele. Porém, ele se transferiu apenas quando terminou o seu trabalho no jogo Resident Evil 4, que estava em desenvolvimento no Capcom Production Studio 4 em 2005. No Clover Studio, vários jogos famosos, tais como Viewtful Joe, Okami e God Hand, foram lançados. Infelizmente, a Capcom anunciou que fecharia suas portas até o final de março de 2007, alegadamente para melhorar a estrutura da própria Capcom.

## Trabalhos
| Jogo                                                 | Ano de lançamento (Japão) | Cargo                         |
| ---------------------------------------------------- | ------------------------- | ----------------------------- |
| Hi-Fi Rush                                           | 2023                      | Produtor executivo            |
| Ghostwire: Tokyo                                     | 2022                      | Produtor executivo            |
| The Evil Within 2                                    | 2017                      | Produtor executivo/Supervisor |
| Fallout 4                                            | 2015                      | Voz japonesa de Takahashi     |
| The Evil Within                                      | 2014                      | Diretor                       |
| Shadows of the Damned                                | 2011                      | Produtor criativo             |
| Vanquish                                             | 2010                      | Diretor                       |
| God Hand                                             | 2006                      | Diretor                       |
| Resident Evil 4                                      | 2005                      | Diretor, Escritor             |
| Killer 7                                             | 2005                      | Produtor executivo/Escritor   |
| Phoenix Wright: Ace Attorney Trials and Tribulations | 2004                      | Produtor executivo            |
| Dino Crisis 3                                        | 2003                      | Produtor executivo            |
| Viewtiful Joe                                        | 2003                      | Produtor executivo            |
| P.N.03                                               | 2003                      | Diretor                       |
| Phoenix Wright: Ace Attorney Justice for All         | 2002                      | Produtor executivo            |
| Resident Evil: Remake                                | 2002                      | Diretor                       |
| Resident Evil Survivor 2 - CODE: Veronica            | 2001                      | Supervisor                    |
| Phoenix Wright: Ace Attorney                         | 2001                      | Produtor executivo            |
| Devil May Cry                                        | 2001                      | Produtor executivo            |
| Resident Evil Gaiden                                 | 2001                      | Assessor                      |
| Onimusha: Warlords                                   | 2001                      | Assessor                      |
| Dino Crisis 2                                        | 2000                      | Produtor executivo            |
| Resident Evil CODE: Veronica                         | 2000                      | Produtor                      |
| Resident Evil 3: Nemesis                             | 1999                      | Produtor                      |
| Dino Crisis                                          | 1999                      | Diretor/Produtor              |
| Resident Evil 2                                      | 1998                      | Produtor                      |
| Resident Evil                                        | 1996                      | Diretor/Produtor/Designer     |
| Goof Troop                                           | 1994                      | Game designer                 |
| Disney's Aladdin (SNES)                              | 1993                      | Planejador                    |
| Super Lap (cancelado)                                | 1992                      | Planejador                    |
| Who Framed Roger Rabbit (Game Boy)                   | 1991                      | Planejador                    |
| Capcom Quiz: Hatena no Daibōken (Game Boy)           | 1990                      | Planejador                    |